# Christian Nassif
Christian Djidagui Nassif (* 1. Januar 1994 in Bangui) ist ein zentralafrikanischer Schwimmer. 

## Sport
Nassif nahm an den Olympischen Spielen 2012 in London und 2016 in Rio de Janeiro teil. 2012 trat er im Wettbewerb 50 m Freistil an; mit einer Zeit von 28,04 s schwamm er auf Rang 55. 2016 kam er im gleichen Wettbewerb mit 30,0 s auf Rang 84.
Außerdem war er bei den Schwimmweltmeisterschaften 2009 in Rom, 2011 in Shanghai, 2013 in Barcelona, 2015 in Kasan, sowie den Kurzbahnweltmeisterschaften 2014 in Doha und 2016 in Windsor, Kanada angetreten.